# HMS Salmon (N65)
| «Салмон»                                                           | «Салмон»                                                                                 | «Салмон»                                                                                 |
| ------------------------------------------------------------------ | ---------------------------------------------------------------------------------------- | ---------------------------------------------------------------------------------------- |
| HMS Salmon (N65)                                                   |                                                                                          |                                                                                          |
|                                                                    |                                                                                          |                                                                                          |
| Зображення підводного човна «Сівулф», однотипного з «Салмоном»     |                                                                                          |                                                                                          |
| Верф                                                               | Cammell Laird, Беркенгед                                                                 | Cammell Laird, Беркенгед                                                                 |
| Під прапором                                                       | Велика Британія                                                                          | Велика Британія                                                                          |
| Належність                                                         | Військово-морські сили Великої Британії                                                  | Військово-морські сили Великої Британії                                                  |
| Порт приписки                                                      | Александрія, Гарідж, Росайт                                                              | Александрія, Гарідж, Росайт                                                              |
| Замовлення                                                         | 20 січня 1933                                                                            | 20 січня 1933                                                                            |
| Закладений                                                         | 15 червня 1933                                                                           | 15 червня 1933                                                                           |
| Спуск на воду                                                      | 30 квітня 1934                                                                           | 30 квітня 1934                                                                           |
| Введений до складу флоту                                           | 8 березня 1935                                                                           | 8 березня 1935                                                                           |
| На службі                                                          | 1935—1940                                                                                | 1935—1940                                                                                |
| Загибель                                                           | 9 липня 1940 року ймовірно підірвався на мінному полі та затонув неподалік від Еґерсунда | 9 липня 1940 року ймовірно підірвався на мінному полі та затонув неподалік від Еґерсунда |
| Бойовий досвід                                                     | Друга світова війна Битва за Атлантику Битва на Середземному морі                        | Друга світова війна Битва за Атлантику Битва на Середземному морі                        |
| Проєкт                                                             |                                                                                          |                                                                                          |
| Тип ПЧ                                                             | середній торпедний ДПЧ                                                                   | середній торпедний ДПЧ                                                                   |
| Основні характеристики                                             |                                                                                          |                                                                                          |
| Швидкість (надводна)                                               | 17,9 вузлів                                                                              | 17,9 вузлів                                                                              |
| Швидкість (підводна)                                               | 8 вузлів                                                                                 | 8 вузлів                                                                                 |
| Робоча глибина занурення                                           | 95 м                                                                                     | 95 м                                                                                     |
| Гранична глибина занурення                                         | 110 м                                                                                    | 110 м                                                                                    |
| Дальність плавання                                                 | 14,75 вузлів (27,3 км/год) (надводна) 8 вузлів (15 км/год) (підводна)                    | 14,75 вузлів (27,3 км/год) (надводна) 8 вузлів (15 км/год) (підводна)                    |
| Екіпаж                                                             | 39 осіб                                                                                  | 39 осіб                                                                                  |
| Розміри                                                            |                                                                                          |                                                                                          |
| Довжина найбільша (по КВЛ)                                         | 63,6 м                                                                                   | 63,6 м                                                                                   |
| Ширина корпусу найб.                                               | 7,16 м                                                                                   | 7,16 м                                                                                   |
| Висота                                                             | 3,61 м                                                                                   | 3,61 м                                                                                   |
| Середня осадка (по КВЛ)                                            | 3,2 м                                                                                    | 3,2 м                                                                                    |
| Водотоннажність надводна                                           | 780 т                                                                                    | 780 т                                                                                    |
| Силова установка                                                   |                                                                                          |                                                                                          |
| дизель-електрична; 2 дизельних двигуни Admiralty, 2 електродвигуни |                                                                                          |                                                                                          |
| Гвинти                                                             | 2                                                                                        | 2                                                                                        |
| Потужність                                                         | 1 550 к.с. (дизелі) 1 440 к.с. (електродвигун)                                           | 1 550 к.с. (дизелі) 1 440 к.с. (електродвигун)                                           |
| Озброєння                                                          |                                                                                          |                                                                                          |
| Торпедно- мінне озброєння                                          | 6 × 533-мм торпедних апаратів                                                            | 6 × 533-мм торпедних апаратів                                                            |
| ППО                                                                | 1 × 76-мм зенітна гармата QF 3-inch 20 cwt 1 × 7,7-мм зенітний кулемет Lewis             | 1 × 76-мм зенітна гармата QF 3-inch 20 cwt 1 × 7,7-мм зенітний кулемет Lewis             |

«Салмон» (англ. HMS Salmon (N65) — військовий корабель, підводний човен типу «S» Королівського військово-морського флоту Великої Британії часів Другої світової війни.

## Історія
Підводний човен проходив службу на Середземному морі, базувався на Мальті, коли в Європі розпочалась війна. Протягом вересня «Салмон» проводив низку навчань та тренувань в акваторії Середземного моря разом з іншими човнами Середземноморського флоту.
11 жовтня 1939 року корабель разом з субмаринами «Сілайон», «Снеппер» і «Шарк» вийшов до берегів Англії та прибув 22 числа до Портсмута. Невдовзі після прибуття підводний човен увійшов до складу сил, що здійснювали протичовнове патрулювання у Північному морі.
4 грудня 1939 року «Салмон» потопив біля норвезького порту Ставангер німецький ПЧ U-36 разом з усіма 40 членами екіпажу.
13 грудня 1939 року «Салмон» помітив флот німецьких військових кораблів. Він випустив торпеди, які пошкодили два німецьких крейсери (один — німецький крейсер «Лейпциг», інший — однотипний крейсер «Нюрнберг»). «Салмон» ухилився від есмінців флоту, які полювали на неї протягом двох годин.
4 липня 1940 року «Салмон» вийшов з Росайту у дев'ятий бойовий похід. Він діяв поблизу південно-західного узбережжя Норвегії. 9 липня отримав наказ на подальші пошукові дії й повернутися 12 липня на базу. Але, після отримання радіограми ніколи більше не виходив на зв'язок і вважається, що британський човен загинув на німецькому мінному полі з усім своїм екіпажем.